# Botterens
Botterens är en kommun i distriktet Gruyère i kantonen Fribourg, Schweiz. Kommunen hade 741 invånare (2023). Den 1 januari 2006 inkorporerades kommunen Villarbeney in i Botterens.